# Туфештій-де-Сус
Туфештій-де-Сус (рум. Tufeștii de Sus) — село у повіті Ясси в Румунії. Входить до складу комуни Скинтея.
Село розташоване на відстані 299 км на північний схід від Бухареста, 27 км на південь від Ясс.

## Населення
За даними перепису населення 2002 року у селі проживали 310 осіб, усі — румуни. Усі жителі села рідною мовою назвали румунську.